# Fratelli Céspedes
Amílcar Céspedes (1882-1940), Bolívar Céspedes (1883-1905) e Carlos Céspedes (1884-1905), noti come i fratelli Céspedes furono tre calciatori della squadra di calcio del Nacional Montevideo dei primi anni del XX secolo, che durante la loro carriera divennero una leggenda di questa squadra; specialmente Bolívar e Carlos, che mostrarono notevoli doti calcistiche. Morirono a causa dell'epidemia di vaiolo che colpì l'Uruguay nel giugno del 1905. I loro vincoli con la squadra del Nacional erano talmente stretti che quest'ultima era conosciuta come  "el club de los Céspedes" (la squadra dei Céspedes).